# Johan I. van Arkel
Johan I. van Arkel (* um 990; † 1034) aus dem ersten Haus van Arkel war Lehensherr des Landes van Arkel, von Heukelom und Polsbroek.

## Leben
Johan I. van Arkel war der Sohn des Herrn Foppe van Arkel und der Maria van Oyen. Johan ehelichte Elisabeth van Cuyk (ca. 1010–ca. 1030), Tochter des Willem van Cuyk. Um 1020 ließ Johan die Kirche von Leerbroek erbauen. Er zog als Pilger ins Heilige Land, trat dann in byzantinische Dienste und kämpfte in den Feldzügen gegen die Seldschuken sowie gegen die Mirdasiden in Aleppo. In einem Hinterhalt in Syrien kam Johan 1034 ums Leben.